# Liste der Bodendenkmäler in Weichering
Auf dieser Seite sind die Bodendenkmäler in der oberbayerischen Gemeinde Weichering zusammengestellt. Diese Tabelle ist eine Teilliste der Liste der Bodendenkmäler in Bayern. Grundlage ist die Bayerische Denkmalliste, die auf Basis des Bayerischen Denkmalschutzgesetzes vom 1. Oktober 1973 erstmals erstellt wurde und seither durch das Bayerische Landesamt für Denkmalpflege geführt wird. Die folgenden Angaben ersetzen nicht die rechtsverbindliche Auskunft der Denkmalschutzbehörde.

## Bodendenkmäler der Gemeinde Weichering

### Bodendenkmäler in der Gemarkung Gerolfing
| Lage                 | Objekt                                                                                         | Akten-Nr.     | Bild |
| -------------------- | ---------------------------------------------------------------------------------------------- | ------------- | ---- |
| Gerolfing (Standort) | Befestigung der späten Neuzeit (Teil der Landesfestung Ingolstadt: Zwischenwerk Rosenschwaig). | D-1-7234-0378 |      |

### Bodendenkmäler in der Gemarkung Karlshuld
| Lage                 | Objekt                                              | Akten-Nr.     | Bild |
| -------------------- | --------------------------------------------------- | ------------- | ---- |
| Karlshuld (Standort) | Siedlung vor- und frühgeschichtlicher Zeitstellung. | D-1-7333-0045 |      |

### Bodendenkmäler in der Gemarkung Lichtenau
| Lage                 | Objekt | Akten-Nr.     | Bild |
| -------------------- | --- | ------------- | ---- |
| Lichtenau (Standort) | Siedlung der Vorgeschichte und der römischen Kaiserzeit.                                                                         | D-1-7234-0499 |      |
| Lichtenau (Standort) | Siedlungen, viereckiges Grabenwerk und Gräber der Vor- und Frühgeschichte, Altstraßen vor- und frühgeschichtlicher Zeitstellung. | D-1-7234-0813 |      |
| Lichtenau (Standort) | Siedlung und Grabenwerk vor- und frühgeschichtlicher Zeitstellung.                                                               | D-1-7234-0814 |      |
| Lichtenau (Standort) | Grabenwerk vor- und frühgeschichtlicher Zeitstellung.                                                                            | D-1-7234-0816 |      |
| Lichtenau (Standort) | Siedlung und vermutlich Altweg vor- und frühgeschichtlicher Zeitstellung.                                                        | D-1-7234-0817 |      |
| Lichtenau (Standort) | Gräberfeld und Siedlung vor- und frühgeschichtlicher Zeitstellung.                                                               | D-1-7234-0818 |      |
| Lichtenau (Standort) | Siedlung und Altstraße vor- und frühgeschichtlicher Zeitstellung.                                                                | D-1-7234-0819 |      |
| Lichtenau (Standort) | Siedlung vor- und frühgeschichtlicher Zeitstellung.                                                                              | D-1-7234-0823 |      |
| Lichtenau (Standort) | Siedlung vor- und frühgeschichtlicher Zeitstellung.                                                                              | D-1-7234-0841 |      |
| Lichtenau (Standort) | Siedlung vor- und frühgeschichtlicher Zeitstellung.                                                                              | D-1-7234-0842 |      |
| Lichtenau (Standort) | Siedlung vor- und frühgeschichtlicher Zeitstellung.                                                                              | D-1-7234-0843 |      |
| Lichtenau (Standort) | Siedlung vor- und frühgeschichtlicher Zeitstellung.                                                                              | D-1-7234-0844 |      |
| Lichtenau (Standort) | Wohl Siedlung vorgeschichtlicher Zeitstellung und Altstraße vor- und frühgeschichtlicher Zeitstellung.                           | D-1-7334-0104 |      |
| Lichtenau (Standort) | Gräber vor- und frühgeschichtlicher Zeitstellung.                                                                                | D-1-7334-0105 |      |
| Lichtenau (Standort) | Untertägige mittelalterliche und neuzeitliche Teile im Bereich der Kirche von Lichtenau.                                         | D-1-7334-0106 |      |

### Bodendenkmäler in der Gemarkung Weichering
| Lage                  | Objekt | Akten-Nr.     | Bild |
| --------------------- | --- | ------------- | ---- |
| Weichering (Standort) | Gräberfeld der Glockenbecherzeit, Gräber der Schnurkeramik, der frühen Bronzezeit und der mittleren Latènezeit, Straße der römischen Kaiserzeit, Siedlungen der römischen Kaiserzeit und der Völkerwanderungszeit, Siedlungen und Gräber vor- und frühgeschichtlicher Zeitstellung. | D-1-7233-0016 |      |
| Weichering (Standort) | Siedlung des frühen Mittelalters. | D-1-7233-0433 |      |
| Weichering (Standort) | Siedlungen und Gräberfeld vor- und frühgeschichtlicher Zeitstellung. | D-1-7233-0482 |      |
| Weichering (Standort) | Burgstall des Mittelalters. | D-1-7233-0483 |      |
| Weichering (Standort) | Brandgrab vor- und frühgeschichtlicher Zeitstellung. | D-1-7233-0486 |      |
| Weichering (Standort) | Siedlung und vielleicht Gräber vor- und frühgeschichtlicher Zeitstellung. | D-1-7233-0487 |      |
| Weichering (Standort) | Gräberfeld der Urnenfelderzeit, Siedlung der mittleren oder späten Latènezeit. | D-1-7233-0490 |      |
| Weichering (Standort) | Reihengräber der frühen Mittelalters, Siedlung und wohl auch Gräber vor- und frühgeschichtlicher Zeitstellung. | D-1-7233-0492 |      |
| Weichering (Standort) | Untertägige mittelalterliche und neuzeitliche Teile im Bereich der früheren Kirche von Weichering. | D-1-7233-0494 |      |
| Weichering (Standort) | Siedlung und möglicherweise Grabenwerk vor- und frühgeschichtlicher Zeitstellung. | D-1-7233-0512 |      |
| Weichering (Standort) | Siedlung vor- und frühgeschichtlicher Zeitstellung. | D-1-7234-0812 |      |
| Weichering (Standort) | Wohl Siedlung vor- und frühgeschichtlicher Zeitstellung. | D-1-7234-0820 |      |